# José María Ponce Berenguer
José María Ponce Berenguer (Madrid, 1954 - Barcelona, 17 de marzo de 2024) fue un productor, director y guionista de películas pornográficas españolas. Está considerado como el padre del cine pornográfico en España.

## Trayectoria
Las primeras películas surgieron a partir de que el productor Antonio Marcos supiera de material grabado como porno casero con María Bianco, su pareja en ese momento y durante casi 20 años
Además de director, productor y guionista, Ponce también tuvo un importante papel en la incorporación de nuevas estrellas en las producciones porno españolas, como por ejemplo, al introducir a Nacho Vidal al mundo del cine pornográfico. Ponce, y sobre todo María Bianco, ayudaron en sus primeros pasos también a Toni Ribas, Max Cortés, Sara Bernat, Candela, Sophie Evans o Eva Morales.
Fue también periodista y editor de revistas. Comenzó como guionistas, presentador y director de un programa cultural, llamado Gran Angular, en Radio España FM, en 1972 y 1973. Más tarde hizo programas como Hora Española (1973-1975) y otros programas con otras funciones en la radio.
Entre 1992 y 1996 fue el director de la revista Hustler en su edición española.y de 1985 a 1990 dirigió la revista Sado-maso, una de las primeras publicaciones sobre sadomasoquismo en España. A lo largo de su carrera ha colaborado con numerosas publicaciones como Interviú, Sal y pimienta, Lui, Playboy, Chic y Kiss Comix''.
Junto con María Bianco, participó en la creación y el desarrollo de Sado-maso y Chicas en Lucha (María Bianco llegó a ejercer de luchadora en Londres y grabó vídeos para Festelle Vídeo, Hustler y Chic.
Fue uno de los impulsores del Festival Erótico de Barcelona (FICEB) el cual dirigió entre 1993 y 1999.
En 1999, recibe el Premio Especial del Jurado del Festival Erótico de Barcelona, en reconocimiento a su labor en defensa del cine porno español, y un año más tarde, la Cartelera Turia de Valencia le incluye en sus galardones a los mejores del año.

"Dios Padre creó el mundo en seis días y al séptimo descansó. Padre Ponce hizo más o menos lo mismo con el cine porno español, pero ni siquiera se pudo tomar un respiro. Esta es la historia del renacimiento de un género y del hombre que lo llevó a cabo".
Cartelera Turia.

Es autor del libro sobre sadomasoquismo, Sado-Maso, Imágenes del planeta prohibido (Midons Editorial, 1998) y de El destape nacional (Glenat, 2004), crónica del desnudo en la Transición española con prólogos de Ramón de España y Luis García-Berlanga.
Participó en la reedición en vinilo del disco-libro homenaje que Enrique Bunbury hizo al poeta Leopoldo María Panero en 2004, junto a Carlos Ann y Bruno Galindo. En él se adaptan treinta poemas del escritor madrileño musicados por Bunbury y Ann, un lanzamiento que tendrá lugar el próximo 17 de mayo y en el que recita el propio José María Ponce.

## Fallecimiento
Falleció el 17 de marzo de 2024, a los 70 años en Barcelona.Desde varias redes sociales, sus amigos y compañeros de profesión expresaron sus condolencias:

"Contracultural, auténtico y cariñoso. Un honor haber compartido vida y pasión contigo. Buen viaje amigo mío.".
Carlos Ann (Instagram).

"Hoy ha muerto José María Ponce Berenguer, hombre complejo y contradictorio que luchó siempre, con mayor o menor fortuna, por ampliar los límites del derecho a la representación del sexo en nuestra sociedad. Tuve la suerte de contar con su amistad. Buen viaje, amigo.".
José Luis Rebordinos (Twitter).

"Maestro y amigo José María Ponce, fuiste un golfo bueno, como a mí me gusta la gente. Un caballero pícaro que en los primeros años 90 reclutó a unos cuantos pajilleros imberbes para escribir «críticas» en las revistas X que dirigías, pagándonos como si ver pelis porno resultase una tarea ingrata o como si fuéramos una élite de supermanes de la cultura y no cuatro enclenques miopes rechazados por igual en la mili y en el banco de esperma. Tu troupe fue de lo más sano y divertido que se dio en la Barcelona cultural de esa década.".
Hernán Migoya (Facebook).

## En la cultura popular
En la serie Nacho, protagonizada por Martiño Rivas como Nacho Vidal, el actor Juan Carlos Vellido interpreta a José María Ponce Berenguer en los inicios de su carrera.

## Filmografía

#### Como Director
- The Private Story of Mia Stone, 2004
- The Private Life of Stacy Silver, 2004
- The Fetish Garden, 2003 (como José M. Ponce)
- Private Black Label 26: Faust Power of Sex, 2002 (como José M. Ponce)
- Gothix, 2001 (como José M. Ponce)
- Ruta 69, 2001 también conocida como Route 69
- Vivir follando, 2000
- Four Sex Rooms, 2000
- Motels, 2000
- Perras callejeras, 1997
- Perras callejeras II: La venganza de Johnny, 1997
- Showgirls en Madrid, 1996
- Club privado, 1995
- La seducción de Sherezade, 1994
- Venganza sexual, 1994
- Aficionadas perversas 1: Los vicios de María, 1993
- Cambio de parejas, 1993
- Las fantasías eróticas de Sonia, 1993

#### Como Actor
- Mio padre: Novità gennaio, 2007, en el papel de abuelo
- Talion, 2007
- Mola ser malo, 2005
- El horrible crimen ritual de la calle Tribulete, 2004
- 616 DF: El diablo español vs. Las luchadoras del este, 2004, conocida en el mercado internacional con el nombre de 616 DF: License for Sex y como Wrestle with the Devil en los Estados Unidos
- Haz conmigo lo que quieras, 2003, en el papel de médico. Conocida en los Estados Unidos como Kill Me Tender
- Killing the Spot, 2001, interpretando a un alcaide

#### Como Guionista
- The Fetish Garden, 2003, como José M. Ponce
- Private Black Label 26: Faust Power of Sex, 2002, como José M. Ponce
- Gothix, 2001, como José M. Ponce
- Vivir follando, 2000

#### Como Productor
- The Fetish Garden, 2003, (como José M. Ponce)
- La seducción de Sherezade, 1994
- Aficionadas perversas 1: Los vicios de María, 1993

#### Como Cámara
- Four Sex Rooms, 2000
- Aficionadas perversas 1: Los vicios de María, 1993

#### Como Editorr
- Private Black Label 26: Faust Power of Sex, 2002

#### Agradecimientos en
- XXIII edición de los Premios Goya, 2009 (Televisión)
- Haz conmigo lo que quieras, 2003 (Director: Ramón de España)

#### Apareciendo como Él mismo en
- Días de cine, en el programa del 18 de junio de 2009
- (S)avis] [episodio #1.11] 2008
- Hola Barcelona, en episodio del 25 de septiembre de 2007]
- Cuando España se desnudó, 2005
- La piel vendida  2004 (titulada "Flesh for Sale" para el mercado internacional y "Skin for sale" para el de Estados Unidos.
- Sumisos , 2004 apareciendo con el nombre de "Miki"
- Millennium , en un episodio del programa, Darrere del porno  2001
- ¿Quién y cómo?, 1997

## Discos
- Una Noche con Panero (Carlos Ann, Bunbury, Bruno Galindo, José M. Ponce. Filmax-Moiedisco, 2006)
- Leopoldo María Panero (Bumbury, Carlos Ann, Bruno Galindo, José M. Ponce. Moviedisco-El Europeo, 2004).
- Sex Tracks, Música de las películas de José M. Ponce (Charly Chicago, Strippers, 1997).